# Avió de fuselatge ample

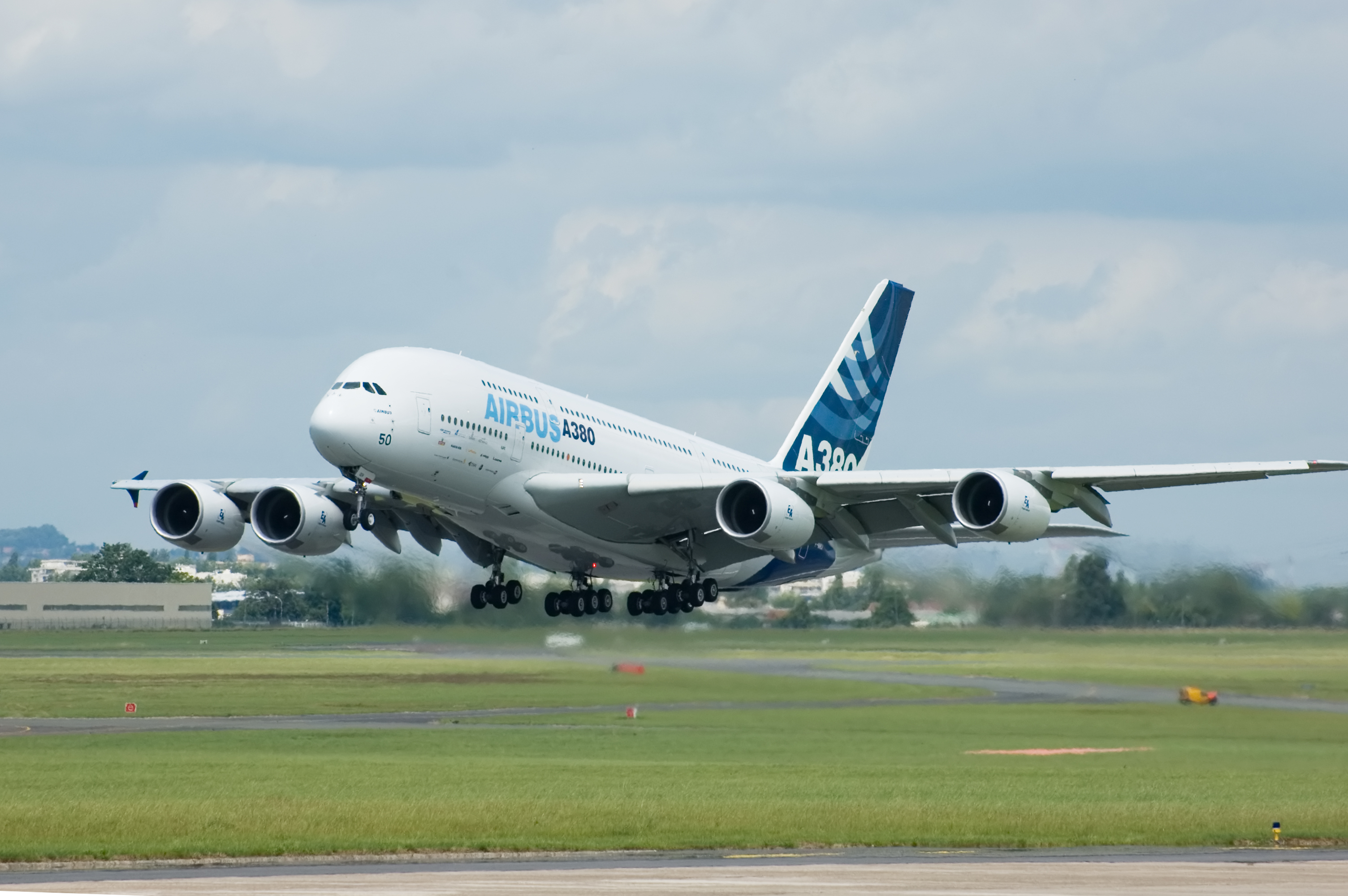
L'Airbus A380, que és l'avió de passatgers més gran i ample del món.

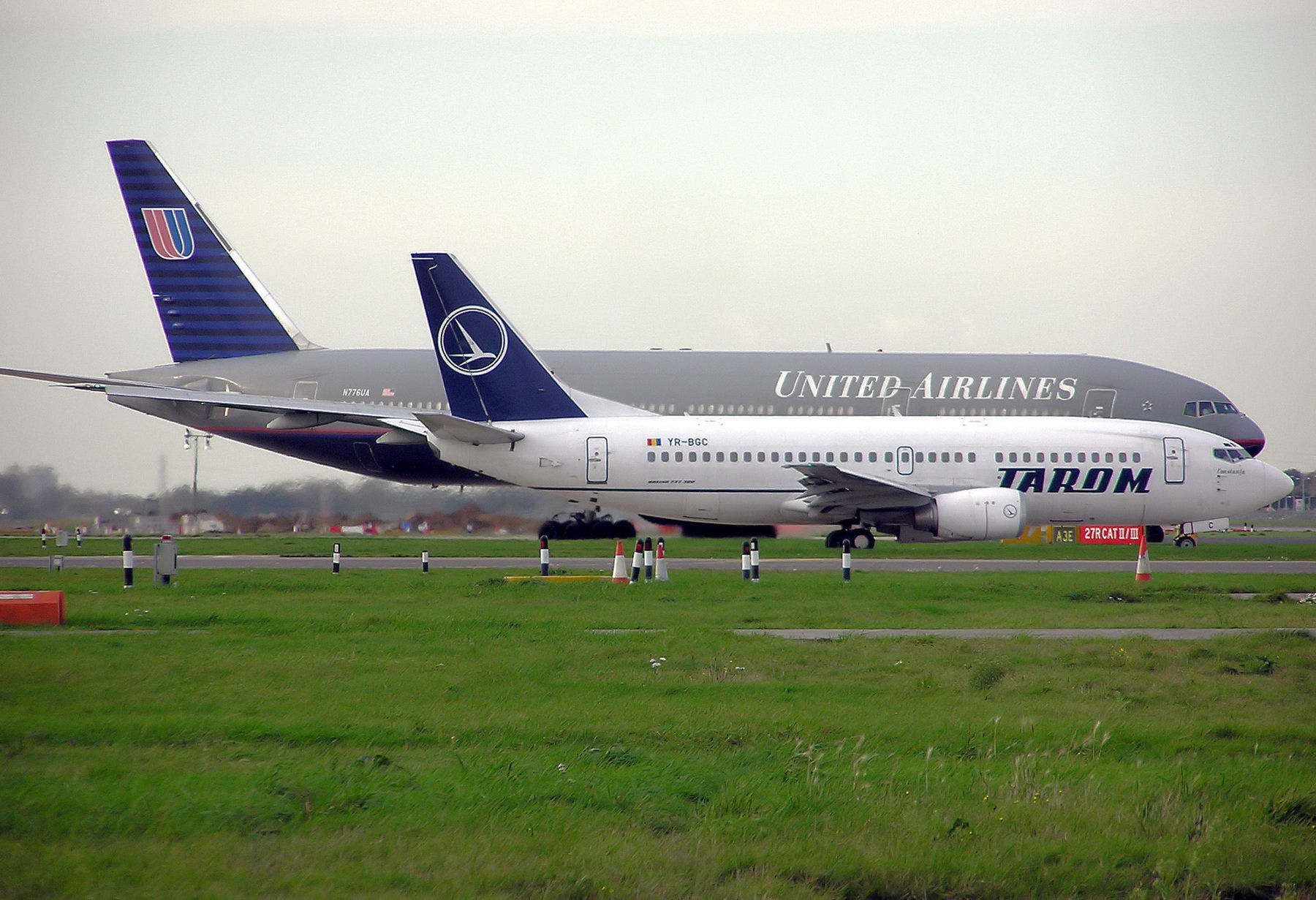
Comparació de mides entre un Boeing 737-300 (de fuselatge estret) i un Boeing 777 (de fuselatge ample).

Un avió de fuselatge ample és un avió comercial gran amb dos passadissos, pel qual sovint també es coneixen com a avions de dos passadissos. El diàmetre típic del fuselatge és de 5 a 6 metres. A la classe econòmica de la majoria d'avions de fuselatge ample, els passatgers s'acostumen a asseure en files de set a deu seients, permetent una capacitat total de 200 a 600 passatgers. Els avions de fuselatge ample fan 6 metres de diàmetre, i poden tenir files de més d'onze passatgers, en configuracions d'alta densitat. Els avions de fuselatge ample també s'utilitzen per transportar càrregues i també tenen altres usos especials, com per exemple el transport de transbordadors espacials.
Per comparar, un avió comercial de fuselatge estret té un diàmetre de 3 a 4 metres, amb un sol passadís, i una capacitat de dos a sis persones per fila.
Els avions de fuselatge ample es van dissenyar originalment com una combinació d'eficiència i confort dels passatgers. Tanmateix, de seguida les aerolínies van tenir en compte els factors econòmics, i van reduir l'espai addicional dels passatgers per maximitzar els ingressos i beneficis. Depenent en com l'aerolínia configuri l'avió, la mida i l'espai entre seients poden variar significativament. Per exemple, els avions amb vols més curts es configuraran a més densitat de seients que avions amb vols llargs.
A causa de pressions econòmiques actuals a les aerolínies, molt possiblement continuaran les altes densitats de seients.

## Galeria

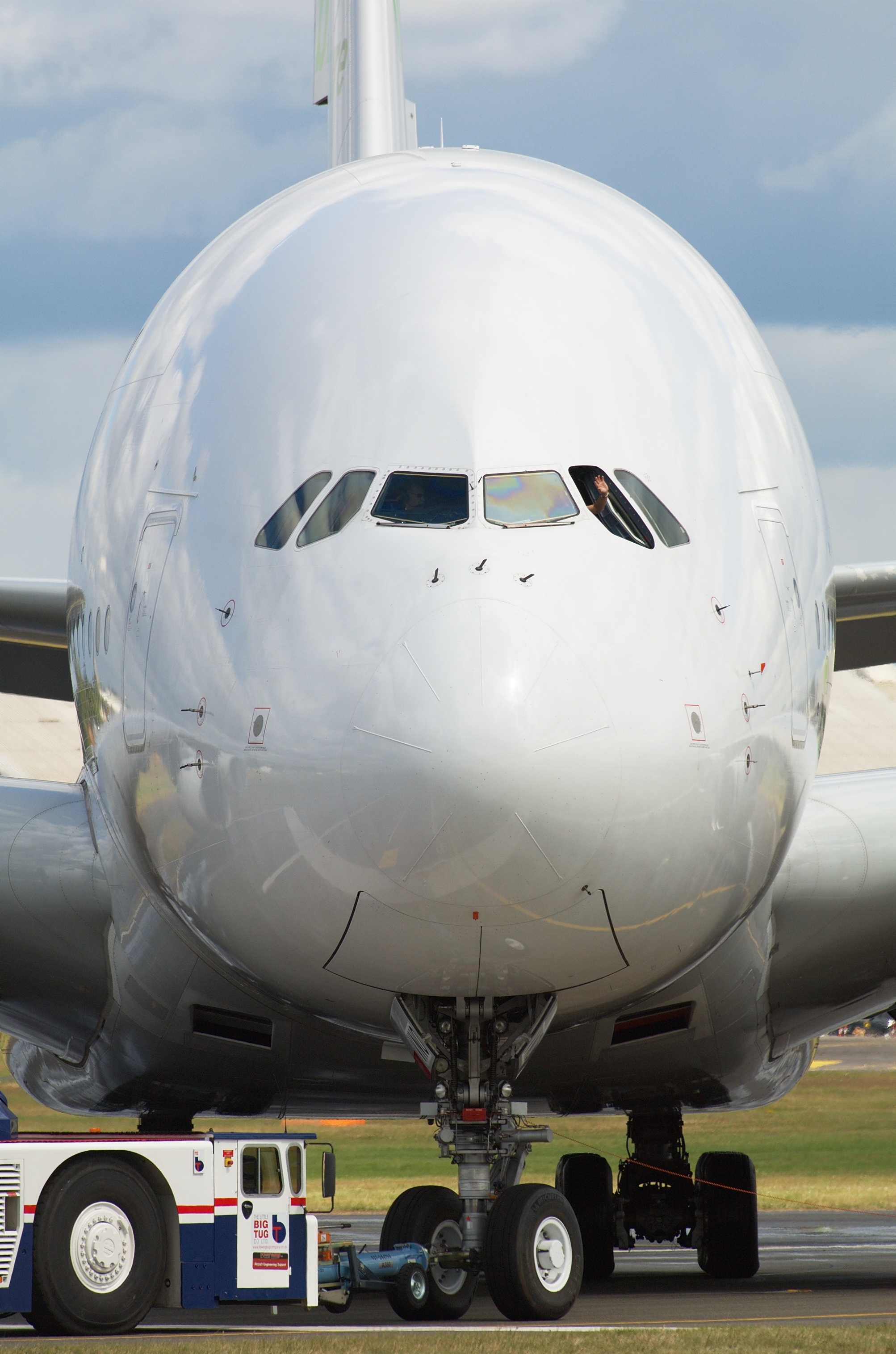
Vista del morro d'un Airbus A380.
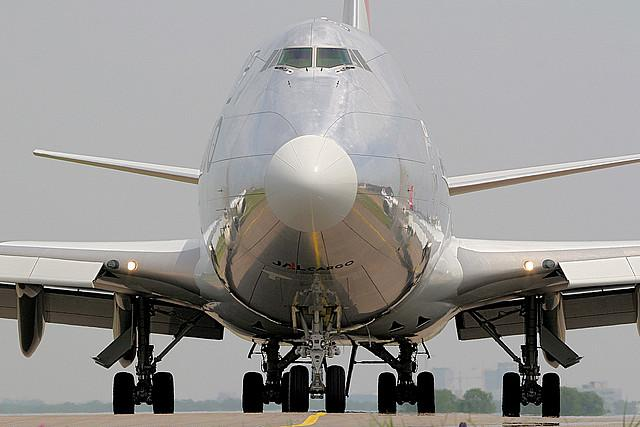
Boeing 747 de Japan Airlines.
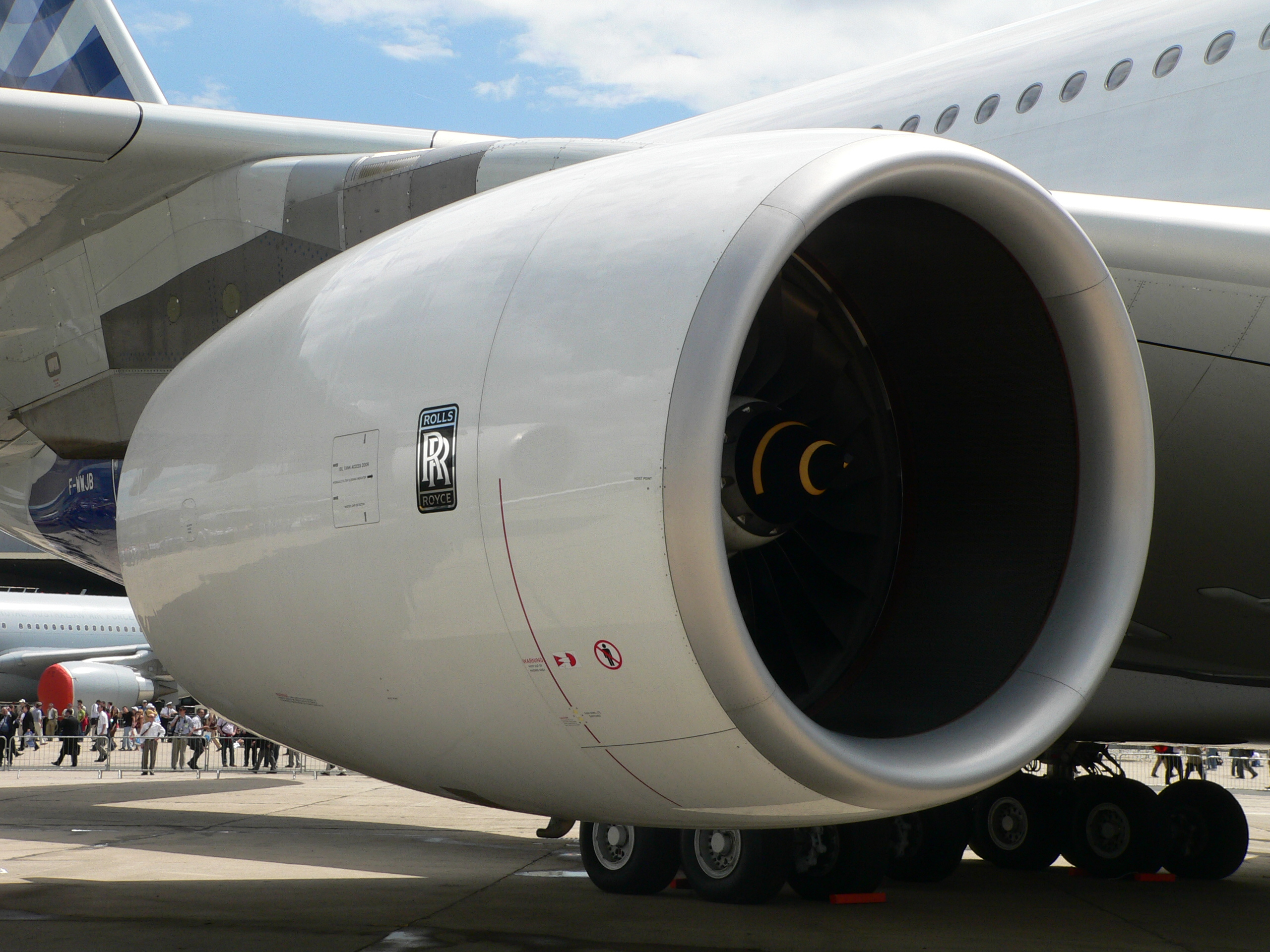
El motor Rolls Royce Trent 900.
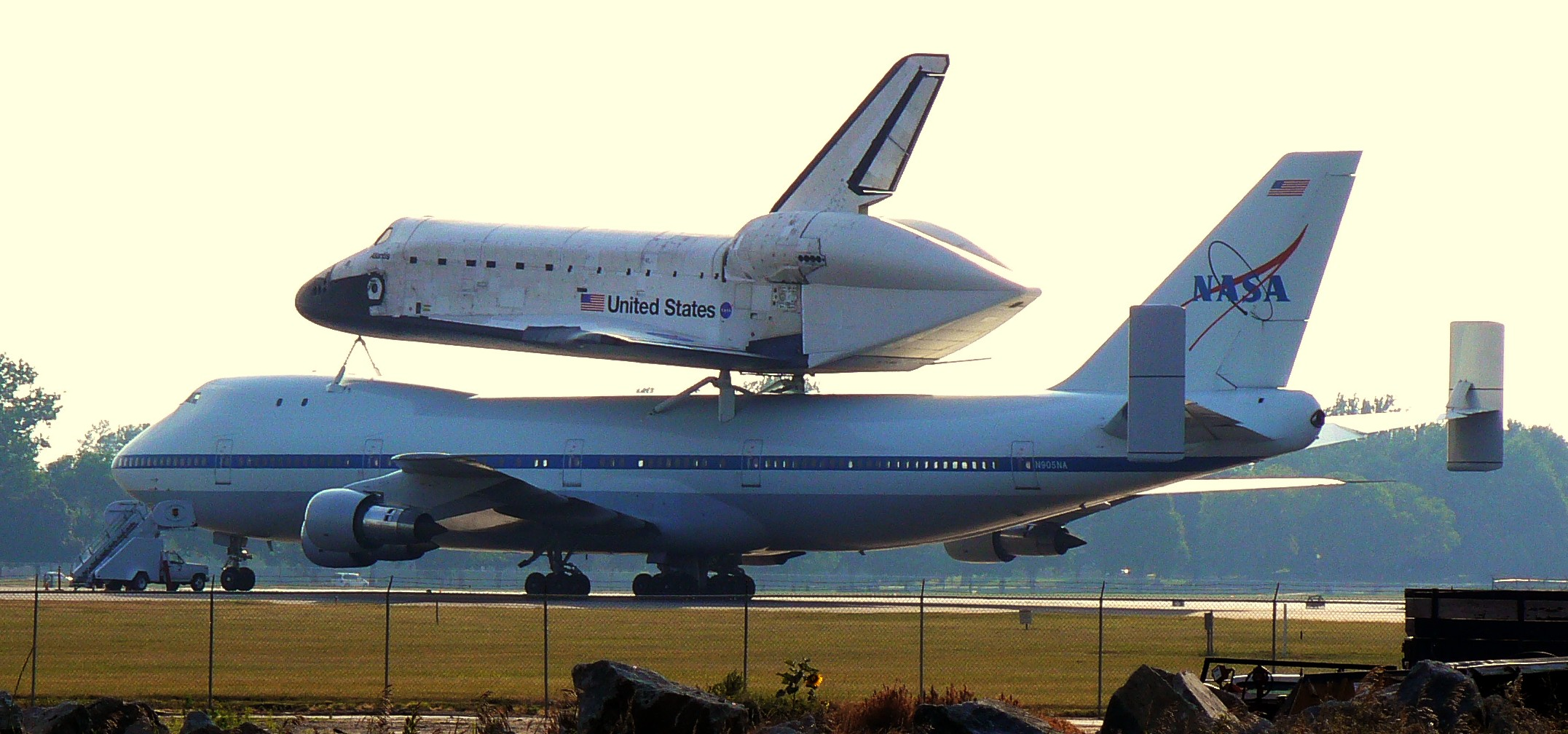
Ús especial d'un avió de fuselatge ample: transport de transbordadors espacials.
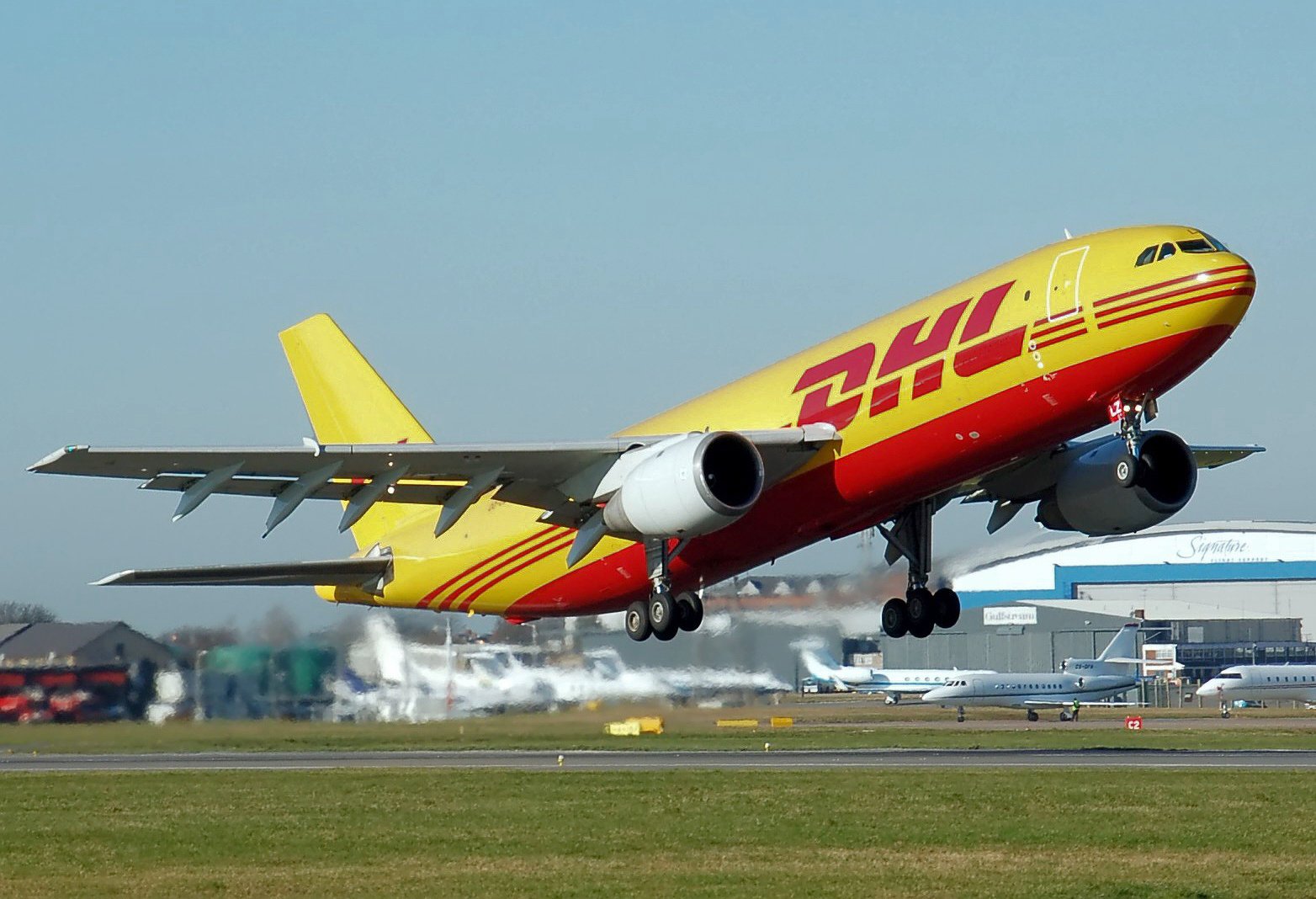
El primer avió de fuselatge ample bimotor (1972), l'Airbus A300.
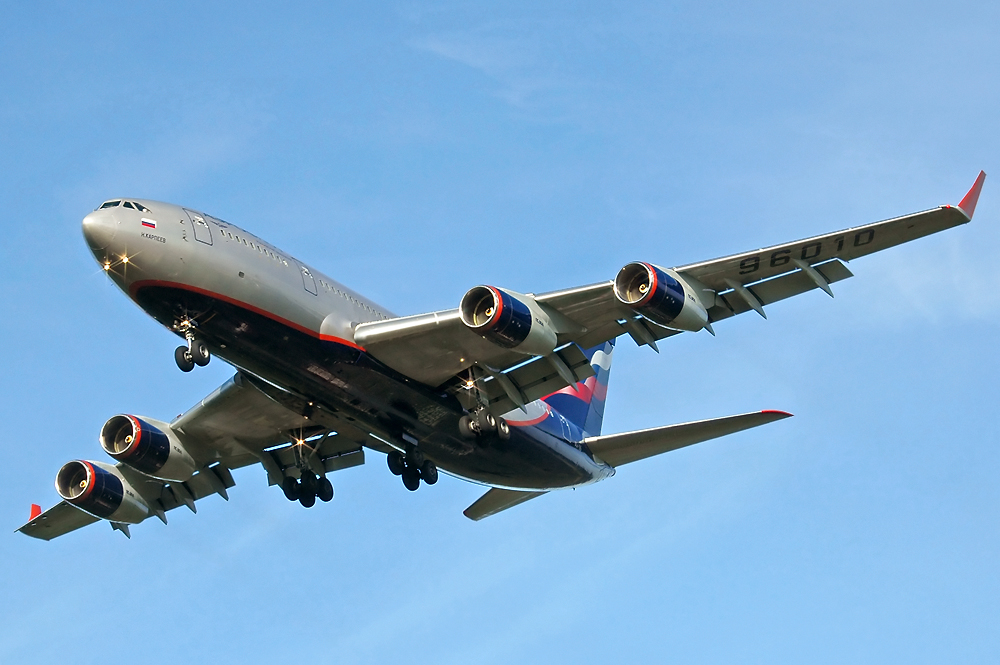
Ilyushin IL-96 operat per Aeroflot.